# Barbara Sosińska-Kalata
Barbara Irena Sosińska-Kalata (ur. 13 grudnia 1957) – polska profesor, bibliolożka, informatolożka na Uniwersytecie Warszawskim.

## Edukacja
W 1980 roku skończyła indywidualne studia (w zakresie lingwistycznych podstaw systemów informacyjnych, pod opieką prof. Olgierda A. Wojtasiewicza w Katedrze Lingwistyki Formalnej) na Uniwersytecie Warszawskim, w Instytucie Bibliotekoznawstwa i Informacji Naukowej, otrzymując dyplom z wyróżnieniem za pracę magisterską na temat kodów semantycznych (promotor: dr hab. Bożenna Bojar). Doktorat z semantyki i form wyrażania znaczeń w językach informacyjno-wyszukiwawczych obroniła w 1986 roku na Wydziale Neofilologii Uniwersytetu Warszawskiego. W latach 1991–1992 uzyskała stypendium Fundacji Fulbrighta i odbyła studia podyplomowe w School of Library and Information Science na Kent State University (USA). W 2000 roku uzyskała stopień doktora habilitowanego nauk humanistycznych w zakresie bibliologii – bibliotekoznawstwo i informacja naukowa na Wydziale Filologicznym Uniwersytetu Wrocławskiego za rozprawę habilitacyjną Modele organizacji wiedzy w systemach wyszukiwania informacji o dokumentach. Dwa lata później uzyskała stanowisko profesora UW, a w 2010 tytuł naukowy profesora nauk humanistycznych.

## Praca naukowa
Specjalizuje się w zakresie organizacji wiedzy w cyfrowym środowisku sieciowym oraz teorii i metodologii nauki o informacji, zajmuje się także tematyką etyki informacyjnej, użytkowania informacji i technologii informacyjnych, bibliometrii i naukometrii, zarządzania informacją i kształcenia profesjonalistów informacji. Jest autorką licznych publikacji, promotorem prac doktorskich. W latach 2005–2013 była redaktorem naczelnym kwartalnika „Przegląd Biblioteczny”. W latach 2013–2023 była redaktorką naczelną półrocznika „Zagadnienia Informacji Naukowej – Studia Informacyjne”.
Od 1980 r. pracuje na Uniwersytecie Warszawskim. W latach 1980–2016 w Instytucie Informacji Naukowej i Studiów Bibliologicznych (do 1996 – Instytut Bibliotekoznawstwa i Informacji Naukowej). W latach 2004–2016 była kierownikiem Zakładu Systemów Informacyjnych IINiSB UW, założyła i w latach 2004–2013 kierowała Podyplomowymi Studiami Zarządzania Informacją i Technologii Informacyjnej UW, w latach 2008–2015 była przewodniczącą Rady Naukowej IINiSB UW. Od 1.09.2016 r. pracuje na Wydziale Dziennikarstwa, Informacji i Bibliologii UW, gdzie kieruje Katedrą Informatologii. W latach 2002–2009 była członkiem komisji Senatu UW ds. bibliotek i systemów informacyjnych, w latach 2005–2010 Minister Kultury i Dziedzictwa Narodowego powołał ją na członkinię Rady Naukowej Biblioteki Narodowej, a w latach 2009–2014 na członkinię Krajowej Rady Bibliotecznej, reprezentującego Ministerstwo Nauki i Szkolnictwa Wyższego. W kadencji 2013–2016 członkini Centralnej Komisji ds. Stopni i Tytułów, Sekcji Nauk Humanistyczno-Społecznych, reprezentujący dyscyplinę bibliologia i informatologia. Od 2015 roku – członek Komitetu Naukoznawstwa Polskiej Akademii Nauk.

## Publikacje
Monografie
- Relacje między planem treści i planem wyrażania w językach informacyjno-wyszukiwawczych. „Prace IINTE”. T. 70, 1989. IINTE. ISSN 0208-8479.brak numeru strony
- Ewa Chmielewska-Gorczyca, Barbara Sosińska-Kalata: Informacja naukowa z elementami naukoznawstwa: poradnik dla nauczycieli przedmiotu uzupełniającego w liceach i technikach. Warszawa: WSiP, 1991. ISBN 83-02-04212-9. Brak numerów stron w książce
- Uniwersalna Klasyfikacja Dziesiętna: podręcznik. Warszawa: Wydawnictwo SBP, 1993, seria: Nauka – Dydaktyka – Praktyka. ISBN 83-85778-07-1. Brak numerów stron w książce
- Podręcznik Uniwersalnej Klasyfikacji Dziesiętnej dla bibliotekarzy i pracowników informacji. Warszawa: Wydawnictwo SBP, 1995, seria: Nauka – Dydaktyka – Praktyka ; t. 15. ISBN 978-83-8577-850-9. Brak numerów stron w książce
- Modele organizacji wiedzy w systemach wyszukiwania informacji o dokumentach. Warszawa: Wydawnictwo SBP, 1999, seria: Nauka – Dydaktyka – Praktyka. ISBN 83-87629-22-7. Brak numerów stron w książce
- Klasyfikacja. Struktury organizacji wiedzy, piśmiennictwa i zasobów informacyjnych. Warszawa: Wydawnictwo SBP, 2002, seria: Nauka – Dydaktyka – Praktyka ; t. 52. ISBN 83-87629-87-1. Brak numerów stron w książce

Rozdziały w monografii
- The Universal Decimal Classification as an International Standard for Knowledge Organization in Bibliographic Databases and Library Catalogues. W: Compatibility and Integration of Order Systems. Research Seminar Proceedings of the TIP/ISKO Meeting, Warsaw 13-15 September 1995. Wydawnictwo SBP, 1996, s. 143–151.

Artykuły w czasopismach
- Reform of Information and Book Studies at the University of Warsaw. „Polish Libraries Today”. 4, s. 27-32, 1997. ISSN 0867-6976. (ang.).

Polskie Normy
- 1992, PN-92/N-09018 Tezaurus jednojęzyczny. Zasady tworzenia, forma i struktura. [Warszawa]: Wydawnictwa Normalizacyjne Alfa, 15 s. Zgłoszona przez Instytut Informacji Naukowej, Technicznej i Ekonomicznej. Ustanowiona przez Polski Komitet Normalizacji, Miar i Jakości dnia 30 czerwca 1992 r. jako norma obowiązująca od dnia 1 stycznia 1993 r. Zamiast PN-81/N-09018 (Dz. Norm. i Miar nr 9/1992, poz. 20). Autor projektu normy: Barbara Sosińska-Kalata.